# Isogewinnlinie

Die unterste Isogewinnlinie berührt die Produktionsfunktion in einem Punkt (Tangentialpunkt). Dieser gibt die gewinnmaximale Produktion des Unternehmens an.

Als Isogewinnlinie, auch Isogewinnkurve oder Isoprofitkurve (von griechisch ἴσος isos ‚gleich‘), bezeichnet man in der Mikroökonomik und dort speziell in der Produktionstheorie den geometrischen Ort aller Mengenkombinationen von Inputgütern und einem Outputgut, die der produzierenden Unternehmung denselben Gewinn einbringen. Das Konzept der Isogewinnlinie ist insofern mit demjenigen der Isokostenlinie und die Isonutzenlinie eng verwandt, die jeweils die geometrischen Orte gleicher Kosten bzw. Nutzen darstellen.
Isogewinnlinien werden verschiedentlich dargestellt; so fasst man sie regelmäßig als Funktion auf, die die Faktoreinsatzmenge so auf die Menge des Outputgutes abbildet, dass ein gewisses Gewinnniveau gewahrt wird (Mengen-Mengen-Diagramm), oder bei nicht-fixem Preisniveau als Funktion, die die Faktoreinsatzmenge so auf den Preis des Outputgutes abbildet, dass ein gewisses Gewinnniveau gewahrt wird; im Bereich der Oligopoltheorie stellt man Isogewinnlinien aufgrund des Interaktionscharakters auch oft „überkreuz“ dar, das heißt, dass beispielsweise die Isogewinnlinie von Unternehmen A in einem (Outputmenge von A)-(Outputmenge von B)-Diagramm visualisiert wird. Im Folgenden wird unter Isogewinnlinien zur Vereinfachung die erstgenannte Form verstanden (vgl. auch die Abbildung).

## Formale Definition
Sei {\displaystyle \pi (\mathbf {x} ,y)=R(y)-C(\mathbf {x} )} die Gewinnfunktion einer Unternehmung, wobei {\displaystyle R(y)} die Erlösfunktion in Abhängigkeit von der Menge y des Outputgutes und {\displaystyle C(\mathbf {x} )} die Kostenfunktion in Abhängigkeit von der Menge der n Inputgüter sei. Durch diese Gewinnfunktion sei wiederum implizit auch eine reellwertige Funktion {\displaystyle y(\mathbf {x} ,\pi )} gegeben. Es ist dann
{\displaystyle I_{\bar {\pi }}:=\left\{\left.\left(\mathbf {x} ,y\left(\mathbf {x} ,\pi \right)\right)\right|\pi ={\bar {\pi }}\right\}}
die Isogewinnfunktion zum Niveau {\displaystyle {\bar {\pi }}}. Für {\displaystyle \mathbf {x} \in \mathbb {R} ^{1}} und y linear in x bezeichnet man die Funktion auch als Isogewinnlinie.

## Beispiel

### Funktion
Der Erlös eines Unternehmens betrage {\displaystyle R(y)=py}, wobei y die Menge des produzierten Gutes und p der (exogen gegebene) Preis für eine Einheit dieses Gutes ist. Dieses Gut produziere das Unternehmen mithilfe eines Inputfaktors, in unserem Fall beispielhaft „Arbeit“. Sei nun w der (exogen gegebene) Preis für eine Einheit Arbeit und x die Menge der eingesetzten Arbeit, dann lautet die Kostenfunktion des Unternehmens {\displaystyle C(x)=w\cdot x}. Die Gewinnfunktion lautet also {\displaystyle \pi (x,y)=py-wx}. (Aufgrund der Exogenität der Preise kann man sich hier beispielsweise den Fall kurzfristiger Gewinnmaximierung vorstellen.)
Auf einer Isogewinnlinie gilt, dass {\displaystyle \pi (x,y)={\bar {\pi }}}, das heißt, für jede Input-Output-Kombination {\displaystyle (x,y)} muss gelten, dass der damit erzielbare Maximalgewinn gerade einem bestimmten Betrag (eben {\displaystyle {\bar {\pi }}}) entspricht. Betrachtet man nun ein x-y-Diagramm, handelt es sich bei einer Isogewinnfunktion also um eine Funktion {\displaystyle I_{\bar {\pi }}=y(x,{\bar {\pi }})}. Im Beispiel ist die Gewinnfunktion der Form nach gegeben und man kann sie entsprechend umstellen, sodass hier also die Isogewinnlinien der Gleichung {\displaystyle I_{\bar {\pi }}=y(x,{\bar {\pi }})=\left({\bar {\pi }}+wx\right)/p} folgen.

### Anwendung
Sei nun konkret beispielsweise {\displaystyle \pi (x,y)=10y-5x}, dann ist {\displaystyle y(x,\pi )=(\pi +5x)/10} und wir erhalten zum Beispiel für die Isogewinnlinie zum Gewinnniveau {\displaystyle {\bar {\pi }}=20} die Funktion {\displaystyle I_{20}=y(x,{\bar {\pi }}=20)=2+0{,}5x} und für die Isogewinnlinie zum Niveau {\displaystyle {\bar {\pi }}=100} die Funktion {\displaystyle I_{100}=y(x,{\bar {\pi }}=100)=10+0{,}5x} – mit anderen Worten: Um einen Gewinn von 100 zu erzielen, kann die Unternehmung beispielsweise {\displaystyle x=10} Einheiten Arbeit einsetzen (dann produziert sie {\displaystyle 10+0{,}5\cdot 10=15} Einheiten des Outputgutes) oder {\displaystyle x=20} Einheiten (dann produziert sie {\displaystyle 10+0{,}5\cdot 20=20} Einheiten des Outputgutes); in beiden Fällen beträgt der Gewinn aber eben 100, wie sich durch Einsetzen in die Gewinnfunktion leicht verifizieren lässt ({\displaystyle \pi (x=10,y=15)=\pi (x=20,y=20)=100}).

## Eigenschaften
Die Steigung einer Isogewinnlinie entspricht im einfachen Fall der (oben skizzierten) Gewinnfunktion {\displaystyle \pi (x,y)=py-wx} gerade dem Quotienten aus dem Preis des Inputgutes und dem Preis des Outputgutes ({\displaystyle w/p}). Geht man folglich davon aus, dass ein Unternehmen nur mit Arbeit produziert, entspricht die Steigung der Isogewinnlinie gerade dem Reallohn.
Im Fall mit einem Inputfaktor lässt sich mithilfe von Isogewinnlinien graphisch auch leicht die gewinnmaximale Produktion einsehen. Zeichnet man in einem x-y-Diagramm die Produktionsfunktion der Unternehmung ein, muss lediglich aus der (unendlichen) Schar von Isogewinnlinien die tiefstmögliche gefunden werden (je tiefer eine Isogewinnlinie liegt, desto höher ist das Gewinnniveau), die gerade noch die Produktionsfunktion berührt (Tangentialbedingung).